# TransAtlantik
TransAtlantik (abgeleitet von transatlantisch, den Atlantik verbindend bzw. überquerend) war eine Monatszeitschrift des Münchner NewMag-Verlages (auch Herausgeber der Magazine lui und Photo) von Heinz van Nouhuys. Das Kulturmagazin TransAtlantik wurde 1980 nach einer Konzeption von Gaston Salvatore und Hans Magnus Enzensberger gegründet und 1991, nach 82 Ausgaben, eingestellt.

## Publikationsgeschichte
Die erste Ausgabe erschien zur Buchmesse im Oktober 1980. Die Zielgruppe wäre „in Buchhandlungen genauso zu Hause […] wie in Delikatessenläden“. TransAtlantik polarisierte von Anfang an, während die einen den Verrat an linken Idealen beklagten, lobten andere hingegen den hohen kulturellen Anspruch der Redaktion. TransAtlantik wurde daher auch mit ambitionierten Magazinen wie The New Yorker oder du verglichen.
Das Blatt erschien mit einer Startauflage von 150.000 Exemplaren. Das Impressum der ersten Ausgabe führt als Herausgeberin Marianne Schmidt an, der Redaktion gehörten Karl Markus Michel, Michael Rutschky und Katharina Kaever (heute: Katharina Enzensberger) sowie Bernd Bexte als Bildredakteur an. Ab der Oktober-Ausgabe 1981 wurde Bernd Bexte dann als Art Director geführt und Gundolf S. Freyermuth, bis dahin freier Mitarbeiter, trat in die Redaktion ein. Mit der April-Ausgabe 1982 löste letzterer Michael Rutschky im Impressum ab. Im Mai 1982 wurde Rainer Wörtmann Art Director.
Zu den Autoren der ersten beiden Jahrgänge zählten neben Enzensberger und Salvatore viele bekannte Publizisten, unter anderem Peter Schneider, Ulrich Enzensberger, Tom Wolfe, Heiner H. Hoier, Pauline Kael, Lothar Baier, Hans-Georg Behr, Jörg Schröder, Hellmuth Karasek, aber auch viele junge Entdeckungen der Redaktion, die erst in und durch TransAtlantik hervortraten, unter anderem Irene Dische, Bodo Kirchhoff, Pieke Biermann, Joseph von Westphalen, Angelika Overath, Jochen Missfeldt, Walter Laufenberg, Rainald Goetz, Detlef Blettenberg und Christoph Ransmayr.
Im Laufe des Sommers 1982 kam es – angesichts der zu geringen Auflage – zu konzeptionellen Konflikten zwischen Verleger van Nouhuys und Herausgeberin Schmidt einerseits und den mit Vetorecht ausgestatteten Gründern andererseits. Enzensberger und Salvatore wurden von Nouhuys entmachtet, daraufhin kündigte die gesamte Redaktion. Das letzte Heft, das noch von Enzensberger, Salvatore und dem Rest der Redaktion verantwortet wurde, war die Ausgabe vom Dezember 1982. Es kam zu einem Rechtsstreit inklusive einer einstweiligen Verfügung des Verlags, die während der Abschiedsfeier der Redaktion zugestellt wurde und es den Teilnehmern verbot, „‚wörtlich und / oder sinngemäß‘ zu verkünden: ‚TransAtlantik sei ohne Mitarbeit der Herren Dr. Enzensberger und Gaston Salvatore tot‘.“
Die Ausgaben, die nach dem Dezember 1982 erschienen, hatten nur noch wenig mit der von Enzensberger und Salvatore konzipierten Zeitschrift zu tun. Zu den späteren Redakteuren gehörte unter anderem Reinhard Hesse. Im Frühjahr 1984 erreichte die gedruckte Auflage nur noch rund 50.000 Stück. Verkauft wurden jedoch nie mehr als 15.000 Exemplare. Nachdem der NewMag-Verlag vier Millionen DM aufgewendet hatte, um TransAtlantik vor dem Konkurs zu bewahren, erschien ab Sommer 1984 die Zeitschrift nur noch alle drei Monate als „Themenheft“.
Der Spiegel-Verlag kaufte 1989 TransAtlantik auf und stellte bald darauf das Blatt im März 1991 ein. Zu den Publizisten aus dieser Zeit gehörte unter anderem der Schweizer Journalist und damalige Russland-Korrespondent  Christoph Neidhart. Die Herausgeberin Marianne Schmidt gab für den fehlenden Willen zur Weiterführung des Magazins der Kommanditgesellschaft der Mitarbeiter des Spiegel-Verlages die Verantwortung: „Zum Schluss war’s wohl die Mitarbeiter KG, die lieber ihre Gewinne ausbezahlt bekommen wollte, als in uns zu investieren.“
Ein Remake durch Studierende an der Hochschule für Bildende Künste Braunschweig anlässlich der Frankfurter Buchmesse 2001 scheiterte offiziell an den ungeklärten Titelrechten.
Die Hefte hatten einen Umfang von 80 bis 100 Seiten im Format 29 × 21 cm.

## Ausgaben
In zwölf Jahren erschienen 82 Ausgaben:
| Jahrgang          | Anzahl   |
| ----------------- | -------- |
| 10/1980 – 12/1980 | 3 Hefte  |
| 1/1981 – 12/1981  | 12 Hefte |
| 1/1982 – 12/1982  | 12 Hefte |
| 1/1983 – 12/1983  | 12 Hefte |
| 1/1984 – 9/1984   | 9 Hefte  |
| 1/1985 – 4/1985   | 4 Hefte  |
| 1/1986 – 4/1986   | 4 Hefte  |
| 1/1987 – 4/1987   | 4 Hefte  |
| 1/1988 – 4/1988   | 4 Hefte  |
| 1/1989 – 3/1989   | 3 Hefte  |
| 1/1990 – 12/1990  | 12 Hefte |
| 1/1991 – 3/1991   | 3 Hefte  |